# Mienszykow w Bieriozowie
Mienszykow w Bieriozowie (oryg. ros. Меншиков в Берёзовe) – obraz olejny Wasilija Surikowa, namalowany w 1883.

## Okoliczności powstania obrazu
Wasilij Surikow był zafascynowany historią Rosji, której poświęcił większą część swojej aktywności artystycznej. Szczególnie interesowały go przełomowe wydarzenia w dziejach kraju oraz ludzie, którzy je współtworzyli. Wśród tych postaci był również Aleksandr Mienszykow, którego kariera dworska, a następnie upadek stały się inspiracją dla namalowania obrazu przedstawiającego dawnego wszechwładnego faworyta na zesłaniu, na krótko przed śmiercią.

## Opis
Scena przedstawiona na obrazie rozgrywa się w prostej chłopskiej chacie w Bieriozowie – miejscu zesłania obalonego Mienszykowa. Mężczyzna siedzi na krześle w długim płaszczu, nieruchomo wpatrując się przed siebie. Jego twarz wyraża walkę wewnętrzną, złość i bunt, co podkreśla jeszcze zaciśnięta pięść jego lewej dłoni. Do kolan ojca przypada jego córka Maria, ubrana w ciemne futro, niedoszła żona cara Piotra II. Blada twarz dziewczyny jest pełna żalu z powodu utraconych marzeń i dostatniego życia; oblicze Marii wyraźnie odcina się od jej ciemnego ubioru. Mienszykow i jego córka tworzą jedną grupę, zestawioną na zasadzie kontrastu: podczas gdy on nie traci wewnętrznej siły i woli walki, ona pogrążona jest w rozpaczy i nostalgii. Nieco dalej od ojca ukazani zostali jego syn i druga córka Aleksandra. Dziewczynka, pogrążona w lekturze, ubrana jest w długą suknię; jej twarz wyraża spokój i częściowo także energię, jaka dominuje w postaci Mienszykowa. Syn natomiast ukazany został jako człowiek całkowicie pozbawiony inicjatywy: tępo wpatruje się w blat stołu, wspierając głowę na dłoni.
Surikow z dużym realizmem oddał wygląd wyposażenia chłopskiej chaty, w której żyją zesłańcy: składa się ono jedynie ze stołu i stojącej na nim świecy, prostego łóżka, niedźwiedziej skóry na podłodze, krzeseł oraz kącika z ikonami. Jedynym źródłem światła w niskiej izbie jest prostokątne, brudne okno. Ograniczona przestrzeń obrazu potęguje wrażenie uwięzienia, ograniczenia ukazanych na obrazie postaci i pozostaje w silnym kontraście z energią, jaką emanuje monumentalizowana postać Mienszykowa.